# Zbyněk Schwarz
Zbyněk Schwarz (* 27. April 1951) ist ein tschechischer Badmintonspieler. 

## Karriere
Linkshänder Schwarz wurde 1967 nationaler Juniorenmeister in der Tschechoslowakei. Bei den Erwachsenen stand er 1972 im Herrendoppel mit Miroslav Kokojan im Finale der Meisterschaften, unterlag dort jedoch gegen Ivan Bareš und Alois Patěk. Ein Jahr später siegte er im Finale des Mixeds mit Irena Pátková gegen Ladislav Šrámek und Alena Poboráková. Bis in die 1990er Jahre hinein war er in der ersten tschechischen Liga aktiv.

## Sportliche Erfolge
| Saison | Veranstaltung                                          | Disziplin    | Platz | Name                                  |
| ------ | ------------------------------------------------------ | ------------ | ----- | ------------------------------------- |
| 1967   | Tschechoslowakische Einzelmeisterschaften der Junioren | Mixed        | 1     | Zbyněk Schwarz / Jaroslava Krahulcová |
| 1972   | Tschechoslowakische Einzelmeisterschaften              | Herrendoppel | 2     | Zbyněk Schwarz / Miroslav Kokojan     |
| 1973   | Tschechoslowakische Einzelmeisterschaften              | Mixed        | 1     | Zbyněk Schwarz / Irena Pátková        |